# Lycaneptia
Lycaneptia is een kevergeslacht uit de familie van de boktorren (Cerambycidae). De wetenschappelijke naam van het geslacht werd voor het eerst geldig gepubliceerd in 1868 door Thomson.

## Soorten
Lycaneptia omvat de volgende soorten:
- Lycaneptia amicta (Klug, 1825)
- Lycaneptia nigrobasalis Tippmann, 1960